# مراهنة

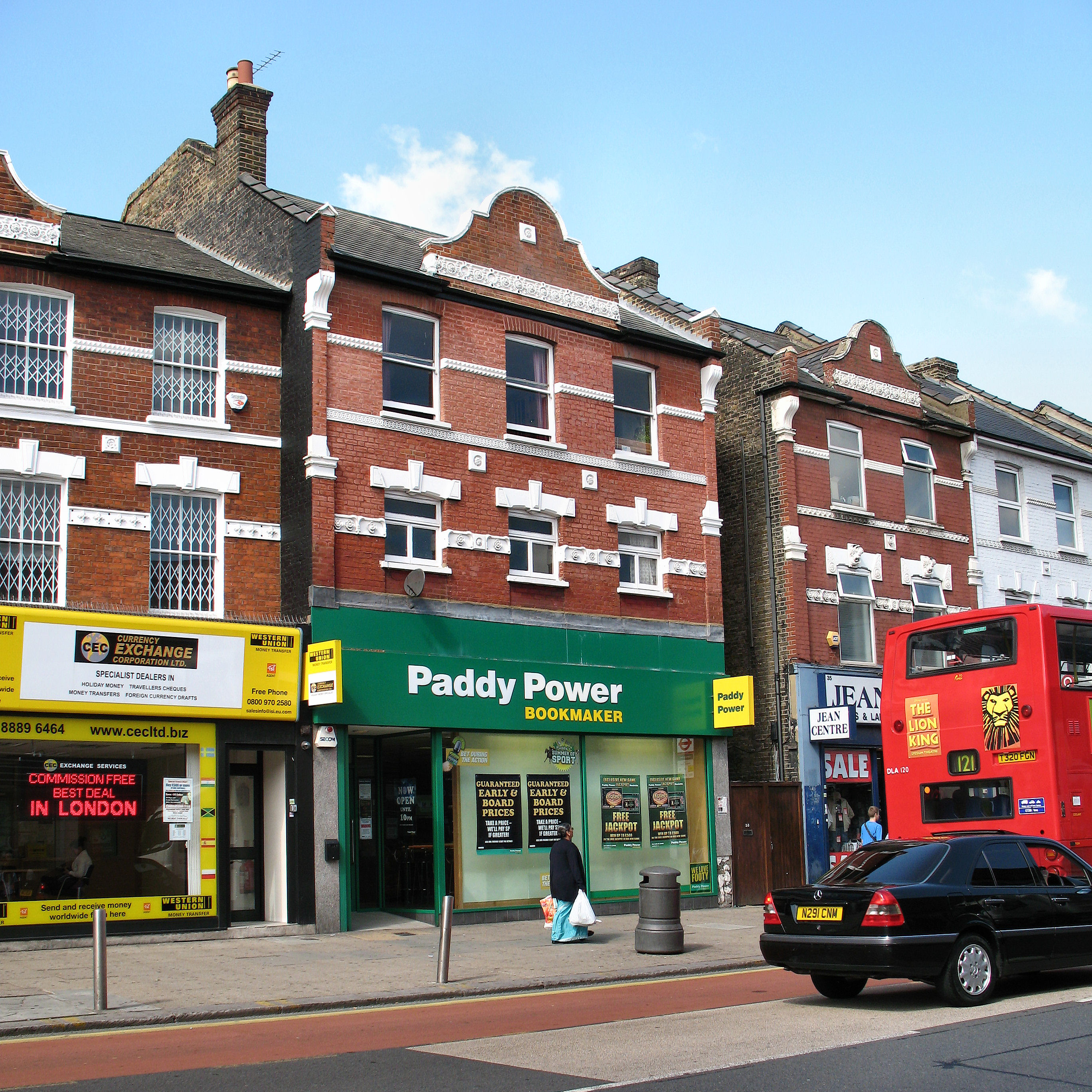
إحدى مكاتب المراهنات في إنجلترا

مراهنة عبارة عن قيام شخص يسمى (المُراهن) بتحديد خيار أو أكثر وكل خيار يملك نسبة وتضرب هذة النسبة في مبلغ الرهان، ليكون الخارج هو قيمة المبلغ الذي يحصل عليه المراهن، في حال كان الخيار الذي راهن عليه صحيحا، ويتم الرهان أو عملية المراهنات قبل الحدث الذي تم الرهان عليه، وتبعاً لذلك فالمراهنات تتحمل الربح والخسارة، أما مراهنة في اللغة فتعني اتَّفاق يكون للسَّابِق أو للفائز منه مالٌ ونحوُه يأخذُه من الخاسر، شاعت المراهنات وانتشرت في العقود الأخيرة وخصوصاً في مجال الرياضة تحظى كرة القدم بالحصة الأكبر منها.

## تاريخ
ظهر أول مكتب للمراهنات في المملكة المتحدة سنة 1790 ، سنة 1845 صدر قانون الألعاب في المملكة المتحدة وقد أجاز القانون القمار، حالياً تتواجد في المملكة المتحدة وحدها أكثر من 9000 مكتب مراهنة.

## أنواع المراهنات
تتعدد أنواع المراهنات في لعبة كرة القدم ولا تقتصر على نتيجة المباراة بفوز أحد الفريقين المتباريين أو تعادلهما، فهناك أيضاُ رهان مجموع الأهداف، والرهان على نتيجة معينة فوز أحد الفريقيين 3-1 مثلاً، والرهان على نتيجة شوط، والرهان على محرز هدف قد يكون الأول أو الأخير، والرهانات المزدوجة التي تدمج نوعين من الرهانات أو أكثر في رهان واحد وغيرها من المراهنات.

## المراهنات والتلاعب بنتائج المباريات
تلجأ شركات المراهنة أحيانأ للتلاعب في نتائج المباريات من خلال تقديم رشاوي إلى مسؤوليين أو مدربيين أو رؤساء أندية أو لاعبيين وحكام والاتفاق معهم، والهدف من ذلك ضمان أكبر نسبة من الأرباح.

## المراهنات في الوطن العربي
يتراوح انتشار المراهنات الرياضية بين دولة وأخرى، ويرجع ذلك إلى التباين الثقافي بين الشعوب العربية والقيود التي تفرضها عدد من الدول على عملية المراهنة، فبينما تنشر في دول المغرب العربي بشكل كبير نسبياً، تُعد في دول أخرى وخصوصاً دول الخليج العربي من المحرمات الدينية والاخلاقية، وقد أعلن أحد الوزراء في المملكة المغربية عن وجود أكثر من ثلاثة ملايين مواطن مغربي يلعبون الرهان.

## الأديان السماوية والمراهنات

### في الإسلام
اتفق أغلب فقهاء المسلمين أن كل الميسر وجميع أنواع القمار محرمة، استناداً إلى عدد من الآيات القرآنية الكريمة من بينها
- الآية رقم 188 من سورة البقرة (ولا تأكلوا أموالكم بينكم بالباطل وتدلوا بها إلى الحكام لتأكلوا فريقا من أموال الناس بالإثم وأنتم تعلمون)
- الآية 29و30 من سورة النساء (يَا أَيُّهَا الَّذِينَ آمَنُواْ لاَ تَأْكُلُواْ أَمْوَالَكُمْ بَيْنَكُمْ بِالْبَاطِلِ إِلاَّ أَن تَكُونَ تِجَارَةً عَن تَرَاضٍ مِّنكُمْ وَلاَ تَقْتُلُواْ أَنفُسَكُمْ إِنَّ اللّهَ كَانَ بِكُمْ رَحِيماً (29) وَمَن يَفْعَلْ ذَلِكَ عُدْوَاناً وَظُلْماً فَسَوْفَ نُصْلِيهِ نَاراً وَكَانَ ذَلِكَ عَلَى اللّهِ يَسِيراً )
- الآية رقم 90و91و92 من سورة المائدة: ( ياأيها الذين آمنوا إنما الخمر والميسر والأنصاب والأزلام رجس من عمل الشيطان فاجتنبوه لعلكم تفلحون ( 90 ) إنما يريد الشيطان أن يوقع بينكم العداوة والبغضاء في الخمر والميسر ويصدكم عن ذكر الله وعن الصلاة فهل أنتم منتهون ( 91 ) ( وأطيعوا الله وأطيعوا الرسول واحذروا فإن توليتم فاعلموا أنما على رسولنا البلاغ المبين)

وتأخذ صور تحريم المراهنات عدة أشكال من بينها:-
- أكل لأموال الناس من غير وجهة حق
- أخذ المال بغير رضا صاحبة.